# Rusava
Rusava är en ort i Tjeckien.   Den ligger i regionen Zlín, i den östra delen av landet, 250 km öster om huvudstaden Prag. Rusava ligger 380 meter över havet och antalet invånare är 590.
Terrängen runt Rusava är huvudsakligen kuperad, men åt nordväst är den platt. Runt Rusava är det tätbefolkat, med 343 invånare per kvadratkilometer. Närmaste större samhälle är Zlín, 13,6 km söder om Rusava. Trakten runt Rusava består till största delen av jordbruksmark.